# Константин Даласин (таласократор)
Константин Даласин (на гръцки: Κωνσταντίνος Δαλασσηνός, fl. ок. 1086 – 1093) е изтъкнат византийски военачалник от втората половина на XI век – пехотен и флотски командир в ранните години от управлението на Алексий I Комнин, прочул се главно с кампаниите си срещу турския командир Чаха бей от Смирна. Единственият източник за Константин Даласин е „Алексиадата“ на Анна Комнина.

## Произход и военна кариера
В своята „Алексиада“ Анна Комнина съобщава, че Константин Даласин е роднина на император Алексий I Комнин от страна на майка му Анна Даласина, но по-конкретна информация за степента на родството им не се съобщава. Вероятно Константин е бил внук на Константин Даласин – един от синовете на Дамян Даласин, и така се е падал братовчед на Анна Даласина. За първи пъти за Константин се споменава около 1086/1087 г., когато той е изпратен да приеме управлението на Синоп и околните му градове от един турски чауш наместник, който преди това приел християнството и преминал на страната на византийците. В резултат Константин Даласин е назначен за управител на Синоп, а чаушът става дука на Анхиало.
През 1090 г. Константин Даласин е назначен за дука на флота и изпратен начело на ромейски флот срещу емира на Смирна Чаха бей. Чаха бей, който преди това бил васал на василевса, успял да си построи собствен флот, с който превзел няколко егейски острова и извършвал нападения над други. След като превзел Лесбос (с изключение на крепостта Митимна) и Хиос, Чаха бей успял да разбие роймейския флот, командван от Никита Кастамонит. Възползвайки се от отсъствието на Чаха бей, който по това време се намирал в Смирна, Константин Даласин дебаркирал с войските си на остров Хиос и обсадил укрепената му столица. Въпреки че ромеите успели да заемат пристанището на града, те не успели да превземат самия град. Междувременно Чаха бей успял да събере около 8000 души, както съобщава Алексиадата, и се отправил в помощ на обсадения град. Неговата армия тръгнала по суша от отсрещната страна на острова, докато флотът му я следвал, плавайки успередно на крайбрежието. Тогава Даласин наредил на Константин Оп да спре напредването на турците, но когато те започнали да се придвижват под прикритиет на нощта, Оп се отказал от сражение с Чаха, чиито кораби освен това били съединени с вериги. Двете войски успели да влязат в няколко сражения, но скоро след това започнали преговори. Даласин успял да отложи сключеването на споразумение и когато Чаха бей отново заминал за Смирна, за да събере най-вероятно допълнителни сили, Даласин събрал хората си, подготвил още обсадни машини и чрез изненадаващо нападение успял да превземе хиоската крепост.
През 1091 г. Константин Даласин взема участие в кампанията на Алексий I Комнин срещу куманите на Балканите. В решаващата битка при Левунион на 29 април 1091 г. Даласин командва лявото крило на ромейските войски.
През 1092 г. Константи Даласин отново е изпратен срещу Чаха, но този път в качеството на таласократор (θαλασσοκράτωρ, буквално господар на морето, тоест дук на флота), подчинен на новия велик дука Йоан Дука. Двамата командири трябвало да атакуват Митилена на остров Лесбос, който все още се контролирал от Чаха бей. Начело на сухопътни войски, пръв на острова пристига Йоан Дука, който веднага атакувал Митилена. Обсадата продължила три месеца, преди Чаха да предложи да предаде града, ако му бъде позволено да се оттегли безопасно обратно в Смирна. Дука се съгласил, но пристигналият по-късно Константин Даласин атакувал турския флот. Много кораби на противника били пленени, а Даласин заповядал екипажите им, в това число и гребците, да бъдат екзекутирани.
След тези събития Константин Даласин се връща в Константинопол. През пролетта на 1093 г., когато Чаха-бей атакува Абидос на Мраморно море, императорът отново изпраща Константин да се сражава по море срещу емира. Този път обаче Алексий I Комнин привлякъл на своя страна селджукския султан Кълъч Арслан I, който да атакува Чаха бей откъм тила. Кълъч Арслан се съгласил и по време на една аудиенция заповядал да убият Чаха бей. Сведения за живота на Константин Даласин след тези събития повече не се съобщават.